# Felsted Kirke
Felsted Kirke er en kirke i Felsted 12 kilometer sydøst for Aabenraa. Den senromanske bygning er sandsynligvis opført over to til tre perioder, med koret som ældste og skibets vestende som yngste del. Kirken står hvidkalket med tjæret sokkel og polykromt skifertag. Sydsidens store, fladbuede vinduer har karme af træ, og det samme gælder de to lavsiddende pulpiturvinduer vestligt i langmurene, hvorimod det højtsiddende, rundbuede pulpiturvindue i nord har jernramme. Ved den sidste restaurering 1953 fornyedes gulvene med røde og gule munkesten og skibet fik nye loftsbrædder. Tykke pudslag hindrer detailundersøgelser, og indtil disse kan gennemføres, må en datering være til o. 1225-75. Kirkegården, der er udvidet mod syd og sydøst, hegnes af jorddiger med beklædning af rå og kløvede kampesten; nordhjørnerne er afrundede. Omtrent midt i norddiget er der en muret indgangsportal fra 1795.
Kirken er indviet til helgenen Sankt Dionysius, der led martyrdøden på Montmartre i Paris. Et sagn fortæller, at kirken oprindeligt skulle have ligget på Kirkebjerg, ca. 2 km østligere i sognet, hvor der fundet flere urnegrave. Kirken er opført omkring 1250 på et sikkert og strategisk sted, omgivet af vandløb på alle sider. Den har sandsynligvis afløst en eller to tidligere trækirker.
Fra gammel tid synes den at have været et biskoppeligt patronat. Kirken blev af biskop Berthold (1287—1307) henlagt under provstiet Præpositura Ellumsyssel i Slesvig bispedømme. Efter reformationen kom kirken under landsherren, fra 1544 hertug Hans den Ældre (1521-1580), efter dennes død 1580 under de de gottorpske hertuger, indtil den 1713—21 kom under kongen. Menighedens valgret var dog til en vis grad bevaret. Under Svenskekrigene udsattes kirken for plyndring, hvorfor præsten sikrede sig et kurbrandenburgsk lejdebrev for 6 rigsdaler. Der eksisterer et sagn, der gør Felsted kirke til en al Slesvigs ældste kirkepladser: Fæl (led)sted for gudsdyrkelse.
Klokkehuset fra 1769, er anbragt lidt øst for kirkegårdens nordportal. Den velbevarede konstruktion af eg, er utraditionel med hensyn til væggenes sideafstivning og manglen på tagfremspring; de skråt afskårne bjælkeender dækkes af en karnisprofileret gesims af træ, der formidler overgangen til det opskalkede tag, som er firkantet forneden og ottekantet foroven. Tagbeklædningen, der tidligere var af bly, er nu fyrrebrædder på klink. Klokkehusets nordside er klædt med egebrædder, hvis stødfuger udvendig skjules af smalle, kantprofilerede brædder, og på de andre sider er der fyrrebrædder.
Våbenhuset foran norddøren stammer fra 1800erne, men det er delvis bygget af munkesten, og over det findes et tagspor, som hidrører fra en forgænger. Under Englandskrigene 1807—14 benyttedes skibets loftsrum som våbenkammer for kystmilitsen, og fra den tid stammer de lange rækker af knager, der er opsat på siderne af de nederste hanebånd.
Altertavlen er et gotisk Triptykon fra omkring 1430 og i nær slægt med Højer Kirkes altertavle, nu med naive malerier på fløjene.
Prædikestolen i empirestilen fra 1808, har fire fag plus et smalt opgangsfag. Opgangen er nyere, himmelen fra 1808 er med med pålagt ornamentik. Under egetræsådringen fremdroges den oprindelige hvidgrå maling stafferet med guld.
Døbefonten er romansk og af granit, med seks relieffer på den 85 cm brede kumme: en jæger med spyd og jagthorn jager med sine to hunde en hjort; en stiliseret lilje skiller denne scene fra de næste: en båd med fire personer og stor styreåre imellem to opsadlede heste. Foden er firkantet fod med hjørnehoveder og på hver side et udyr. Tidligere gråmalet.
Feldsted Præstegård blev opført i 1787. Oprindeligt var det kun stuehuset, der var grundmuret, mens de to avlslænger var opført i bindingsværk og først blev omsat til grundmur i 1841. I 1959 gennemgik stuehuset en gennemgribende og en på daværende tidspunkt meget moderne ombygning. Omkring år 2000 gennemgik stuehuset atter en restaurering.